# Вольный (Гомельская область)
Во́льный (бел. Вольны) — посёлок в Губичском сельсовете Буда-Кошелёвского района Гомельской области Белоруссии.

## География

### Расположение
В 15 км на запад от районного центра и железнодорожной станции Буда-Кошелёвская, 57 км от Гомеля.

### Гидрография
Река Черемха (приток реки Днепр).

## Транспортная сеть
Транспортные связи по просёлочной, затем автомобильной дороге Жлобин — Гомель.
Планировка состоит из короткой прямолинейной улицы, ориентированной с юго-запада на северо-восток. Застройка двусторонняя, деревянными домами усадебного типа.

## История
Основан в начале 1920-х годов переселенцами с соседних деревень на бывших помещичьих землях. В 1930 году жители деревни вступили в колхоз. В 1959 году в составе колхоза имени Ф. Энгельса (центр — деревня Губичи).

## Население

### Численность
- 2004 год — 19 хозяйств, 31 житель.

### Динамика
- 1959 год — 190 жителей (согласно переписи).
- 2004 год — 19 хозяйств, 31 житель.